# 七条仏所
七条仏所（しちじょうぶっしょ/ななじょうぶっしょ）は南北朝時代頃から系図が成立した仏師の系統。京都七条に工房があったとされ、その棟梁の仏師は原則として東寺大仏師職に補任されている。

## 略史
鎌倉時代に活躍した運慶の末裔として南北朝時代頃から系図が成立した仏師の系統。京都七条に工房があったとされ、その棟梁の仏師は原則として東寺大仏師職に補任されている。近世に編纂された『本朝大仏師正統系図』その他に、平安時代の定朝を初代に仮託する系図が記載されている。江戸時代まで大きな仏師勢力で、江戸時代には「幕府御用」といわれる幕府関係の造像、「禁中御用」といわれる天皇家関係の造像も一手に手がけていた。

## 主な仏師
康祐、康依、康湛、康吉、康永、康珍、康秀